# Nicomedes III Evèrgetes
Nicomedes III Evèrgetes (grec antic: Νικομήδης Εὐεργέτης, Nikomḗdēs Euergétēs) fou rei de Bitínia del 128 aC al 91 aC.
Va succeir el seu pare Nicomedes II Epífanes el 131 aC. El 103 aC Gai Màrius li va demanar que enviés tropes auxiliars per ajudar-lo en la lluita contra els cimbres, però va refusar per raó de les exaccions i les opressions que duien a terme els terratinents romans. L'any 102 aC es va unir amb Mitridates VI Eupàtor del Pont per conquerir Paflagònia, tron que havia quedat vacant per la mort del rei Pilèmenes de Paflagònia, però el Senat romà va ordenar als dos reis (que s'havien repartit el país) d'evacuar-lo. Nicomedes va donar la corona al seu fill que va agafar també el nom de Pilèmenes i va declarar-se legítim hereu sembla que per via femenina.
L'any 96 aC Laodice, la vídua d'Ariarates VI de Capadòcia, es va posar sota la seva protecció per defensar als seus fills – Ariarates VII i Ariarates VIII – de les pretensions de Mitridates VI Eupàtor. Nicomedes es va casar amb Laodice i va assolir la corona del regne de Capadòcia, però en va ser expulsat després per Mitridates. Després de la mort dels dos fills de Laodice, Nicomedes va presentar a un impostor que va al·legar era un tercer fill d'Ariarates VI i, tanmateix, va enviar a Laodice a Roma a demanar el suport romà per aquest fill, reclamació que el Senat va rebutjar, igual que les reclamacions de Mitridates VI. Aquest va haver d'evacuar Capadòcia i Nicomedes també va haver de renunciar a Paflagònia.
Va morir l'any 91 aC i el va succeir el seu fill Nicomedes IV Filopàtor, que havia tingut amb la seva primera esposa Nissa.